# نادي بريزبان رور
نادي بريزبان رور لكرة القدم (بالإنجليزية: Brisbane Roar FC)‏ (كوينزلاند رور (بالإنجليزية: Queensland Roar FC)‏ سابقًا) هو نادي كرة قدم أسترالي من مدينة بريزبان الواقعة في كوينزلاند. تأسس النادي سنة 1957 باسم هولانديا إينالا سوكر كلاب.

## اللاعبون
ملاحظة: تشير الأعلام إلى المنتخب الوطني على النحو المحدد في قواعد الأهلية للفيفا. قد يحمل اللاعبون أكثر من جنسية واحدة غير تابعة للفيفا.
| الرقم | البلد    | المركز | اللاعب          |
| ----- | -------- | ------ | --------------- |
| 20    | أستراليا | حارس   | أندرو ردمين     |
| 1     | أستراليا | حارس   | مايكل ثيوكليتوس |
| 3     | أستراليا | مدافع  | لوك ديفير       |
| 5     | أستراليا | مدافع  | إيفان فرانجيك   |
| 12    | أستراليا | مدافع  | مات مندي        |
| 2     | أستراليا | مدافع  | ماثيو سميث      |
| 4     | أستراليا | مدافع  | شين ستيفاناطو   |
| 23    | أستراليا | مدافع  | ميلان سوساك     |
| 18    | أستراليا | وسط    | لوك براطن       |
| 22    | ألمانيا  | وسط    | توماس برويتش    |

| الرقم | البلد     | المركز | اللاعب                                           |
| ----- | --------- | ------ | ------------------------------------------------ |
| 15    | أستراليا  | وسط    | مات مكي (الكابتن)                                |
| 21    | أستراليا  | وسط    | جيمز ميير                                        |
| 8     | أستراليا  | وسط    | ماسيمو مودوكا                                    |
| 17    | أستراليا  | وسط    | ميتش نيكولاس                                     |
| 6     | أستراليا  | وسط    | إريك بارتالو                                     |
| 7     | نيوزيلندا | مهاجم  | كوستا بارباروزيز                                 |
| 10    | البرازيل  | مهاجم  | هنريق                                            |
| 11    | البرازيل  | مهاجم  | رينالدو                                          |
| 9     | كوستاريكا | مهاجم  | جين كارلوس سولورزانو (مستأجر من نادي ألاجويلينس) |
| 14    | أستراليا  | مهاجم  | روكي فيسكونت                                     |

المصدر:

## الكؤوس والألقاب
- كأس ترانسلينك: مرتين

- 2007
- 2008

- مكافأة اللعب العادل في الإيه ليغ

- 2008-09

- رابحوا الإيه ليغ

- 2007-08
- 2008-09

## الفرق المنتسبة
- كوينزلاند ليونز
- أتليتيكو مينيرو

## المدربون
- ميرون بليبيرغ (من 2 مارس 2005 إلى 12 نوفمبر 2006)
- فرانك فارينا (من 15 نوفمبر 2006 إلى 14 أكتوبر 2009)
- رادو فيدوسيك (من 14 أكتوبر 2009 إلى 16 أكتوبر 2009)
- آنغ بوستيكوغلو[3] (من 16 أكتوبر 2009 إلى الآن)